# NMZS

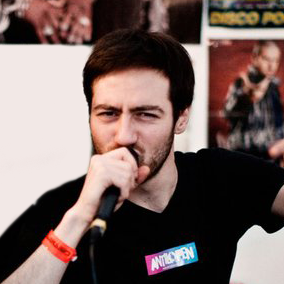
NMZS auf dem Open-Source Festival in Düsseldorf 2011

NMZS [ˈnɛməzɪs], bürgerlich Jakob Wich (geboren 28. November 1984 in Düsseldorf; gestorben 20. März 2013 ebenda), war ein deutscher Rapper und Mitglied der Düsseldorfer Antilopen Gang. Sein Stil war nachdenklich, selbstironisch und humorvoll, geprägt durch Einflüsse des Freestyle- und Battle-Rap.

## Musikalische Karriere
NMZS wurde in seiner Jugend nach eigenen Angaben durch die Musik der Fantastischen Vier geprägt und fand über den Freestyle-Treff des Jugendzentrums Icklack in Düsseldorf-Flingern frühzeitig seinen Weg zum Hip-Hop.
2004 bildete NMZS mit Gabo und Total sowie DJ Zarok und Produzent Scoobie Drum die „WDR Crew“ und veröffentlichte die EP Wenn Dann Richtig. Die Formation tourte durch Nordrhein-Westfalen und gab im November 2006 ihr Abschiedskonzert.
Bereits 2005 entwickelte NMZS mit den Rappern Koljah, Panik Panzer, Danger Dan, Lea-Won und Tai Phun die „Anti Alles Aktion“ (AAA). In diesem Rahmen entstand auch sein erstes Solo-Album: Trash wurde im Jahre 2007 veröffentlicht und auf seiner Internetpräsenz kostenlos zum Download angeboten. Im Jahr darauf erschien die EP Robopommes. Der Erfolg der Solo-Veröffentlichungen blieb gering. 2008 erschien mit Koljah und Tai Phun das Album L’avantgarde. Mit der „Anti Alles Aktion“ tourte NMZS durch viele alternative Jugendzentren.
Nach der Auflösung der AAA gründete er 2009 mit Koljah, Panik Panzer und Danger Dan die Antilopen Gang. 2009 erschien das erste Album der Musiker: Spastik Desaster erhielt eine deutlich größere mediale Aufmerksamkeit als die bisherigen Veröffentlichungen der Rapper, vor allem wegen des Internet-Hits Fick die Uni. Der Song fand auch Eingang in den Soundtrack des Films Pixelschatten von Anil Kunnel. 2011 produzierten die „Antilopen“ NMZS und Koljah das Album Motto Mobbing. Im selben Jahr erschien auch NMZS’ Solo-EP Egotrip. Gegen homophobe Tendenzen in der Hip-Hop-Szene wandte er sich mit dem Track Go Homo.
NMZS absolvierte mit der Antilopen Gang viele Auftritte im deutschsprachigen Raum, insbesondere bei der „Tortur Tour 2011“. Auf ihrem YouTube-Kanal veröffentlichte die Antilopen Gang aufwendig produzierte Videoclips. Mit ihrem Track Fick die Industrie wandten sie sich gegen die Musikindustrie und setzten auf freie Downloads. Am 6. Juni 2012 nahm NMZS an Rap am Mittwoch teil. Nach anderen Projekten erschien zuletzt das Album Aschenbecher von NMZS und Danger Dan. Das viel beachtete Werk mit „einer cleveren Gesellschaftskritik rund um den ‚kulturellen Aschenbecher‘“ verkaufte sich verhältnismäßig gut und wurde ebenfalls zum kostenfreien Download und als CD inklusive Aschenbecher angeboten.

## Tod
Am 22. März 2013 meldete die Antilopen Gang, NMZS habe sich am 20. März 2013 das Leben genommen. Der Künstler sei „schwer depressiv“ gewesen. Rap-Magazine berichteten über den Tod des 28-Jährigen.
Zwei Wochen nach dem Tod des Rappers kündigte die Antilopen Gang an, ein bereits vollständig aufgenommenes Album mit dem Titel Der Ekelhafte von NMZS zu veröffentlichen. Das Album wurde von Pitlab produziert; den musikalischen Inhalt hatte NMZS selbst ausgewählt.
Am 17. August 2013 fand ein Gedenkkonzert unter dem Titel „Tribute to NMZS“ im Zakk in Düsseldorf statt; am 28. November 2013 – seinem 29. Geburtstag – erschien posthum das Album Der Ekelhafte als kostenloser Download und als CD. Die ersten 200 Besteller erhielten zu der CD einen von NMZS selbst gezeichneten Comic.
Anlässlich des 10. Todestages fand am 20. März 2023 erneut ein „Tribute to NMZS“ Konzert im Zakk in Düsseldorf statt.

## Diskografie
EPs
- 2004: Keep It Gangsta
- 2007: Trash
- 2008: NMZS/SZMN – Robopommes
- 2011: Egotrip

Alben
- 2013: Der Ekelhafte (CD, Digital)
- 2023: Der Ekelhafte (Vinyl Re-Release)
- 2023: Nichts als die Wahrheit – Geniestreiche, Dummheiten und Raritäten 2004–2012 (Compilation; Vinyl, Digital)

Kollaborationen
- 2004: Wenn dann richtig (EP) (mit Gabo, Total, Scoobie Drum & DJ Zarok)
- 2008: L’avantgarde - Gute Sprüche 05-07 (Album) (mit Koljah & Tai Phun)
- 2009: Spastik Desaster (Album) (mit Koljah & Panik Panzer)
- 2011: Motto Mobbing (Album) (mit Koljah)
- 2012: Aschenbecher (Album) (mit Danger Dan)

Songs
- 2007: Go Homo (Disstrack gegen G-Hot & Kralle)
- 2011: Rapdarwinismus (rap.de Exclusive)
- 2012: Der Promomove (Video)
- 2013: Freaks ’n‘ Geeks (Free Track)
- 2013: 99 Leben (Song auf der JUICE CD)
- 2021: Bau es auf (Song auf dem Antilopen Geldwäsche Sampler 1)